# Омаров, Шамиль Магомедович
Шамиль Магомедович Омаров (28 сентября 1936 года, с. Шитлиб, Дагестан — не позднее 24 ноября 2020 года) — советский и российский дагестанский фармаколог, специалист по апитерапии и зоотоксинологии.
Изначально анатом и физиолог, впоследствии Ш. М. Омаров становится фармакотерапевтом.
В 1980 году защитил докторскую диссертацию, доктор медицинских наук, в том же году присвоено звание профессора, с 1988 года (по 2020) заведующий кафедрой фармакологии Дагестанского медицинского университета, его заслуженный профессор (2013), член Национальной академии наук Республики Дагестан, председатель Общества фармакологов Дагестана, президент Дагестанского отделения Русской секции Международной академии наук, член Союза писателей России.
Заслуженный деятель науки Дагестанской АССР (1990), удостоен медали Н. П. Кравкова Российской академии медицинских наук (2012) и многих других наград.
В 2016 году в «Дагестанской правде» Ш. М. Омарова называли лидером дагестанской фармакологии и апитерапии.

## Биография
Родился в с. Шитлиб Гунибского района ДАССР, старшим в семье сельского труженика, а его дед был пчеловодом и лекарем-самоучкой — апитерапевтом. Начальную школу окончил в родном селе, семилетку — в соседнем селении Мегеб. Затем учился в Согратлинской школе-интернате, где на него большое влияние оказал его учитель М. М. Махатилов.
Окончил Дагестанский государственный медицинский институт (1961), куда поступил в 1955 году.
В 1961—1963 гг. работал врачом в Гумбетовском районе Дагестана. В 1963—1965 гг. — ассистент кафедры физиологии альма-матер и по совместительству врач скорой медицинской помощи и городской санэпидемстанции Махачкалы. В 1965—1968 гг. очный аспирант биологического факультета Горьковского государственного университета им. Н. И. Лобачевского — у профессора Н. М. Артёмова. В 1969 году в Горьковском государственном медицинском институте им. С. М. Кирова защитил кандидатскую медицинскую диссертацию «Действие животных ядов на некоторые показатели системы свертывания крови». Затем вновь в альма-матер.
С 1970 по 1975 год ассистент, старший преподаватель, доцент (с 1971 г.) кафедры анатомии и физиологии человека Дагестанского государственного педагогического института.
С 1976 по 1978 год докторант НИИ нормальной физиологии им. П. К. Анохина АМН СССР.
В 1980 году в Москве в Университете Дружбы народов им. П. Лумумбы защитил докторскую диссертацию «Патофизиологические аспекты антикоагулирующего действия зоотоксинов и их ингредиентов» (консультант академик К. В. Судаков).
C 1980 года профессор кафедры анатомии и физиологии Дагестанского государственного педагогического института.
С 1988 года в Дагестанском государственном медицинском университете (до 2016 года — академия, до 1995 года — институт) заведующий кафедрой фармакологии (до 2004 г. кафедра фармакологии с курсом клинической фармакологии). Член этического комитета университета (с 2001), Ш. М. Омаров ведёт пропаганду научной медицины. Также председатель Ассоциации выпускников университета (с 2016 года).
Председатель Общества фармакологов (Научного общества фармакологов) Дагестана, член правления Российского научного общества фармакологов, член учёного совета ДГМУ и учёного совета Дагестанского государственного университета по защите диссертаций.
На протяжении ряда лет являлся членом Научного совета Госкомитета СССР по науке и технике по проблеме «Интенсификация производства продуктов пчеловодства, изучение их химического состава для внедрения в медицинскую практику»; неоднократно назначался председателем государственной аттестационной комиссии по специальности «Фармация» Минздрава РФ; член международного комитета Апимондии (1989); консультант Американского биографического института по апитерапии (2002).
Член оргкомитета V съезда фармакологов России (Ярославль, 2018).
Член Национальной академии наук Дагестана.
Бессменный президент Дагестанского отделения Русской секции Международной академии наук (МАН) с его образования на базе кафедры фармакологии ДГМА в 1996 году, вёл большую работу в этом качестве, почётный академик МАН (2006), действительный член Международной академии творчества и Международной академии апифитотерапии.
Член редакционного совета основного фармакологического журнала РАМН и Национального фармакологического общества России «Экспериментальная и клиническая фармакология», редколлегии журнала «Вестник ДГМА», редколлегии журнала «Вестник Международной академии наук. Русская секция». Являлся членом редколлегии межвузовского сборника «Механизмы действия зоотоксинов».
Участник российских и международных форумов, посвящённых проблемам апитерапии и фармакологии (Румыния, Югославия, Польша, Швейцария, Израиль, Испания, Бельгия, Канада, Китай, Индия, ЮАР, Мексика, Греция, Болгария, Венгрия, Япония, Аргентина).
В 2006 году в ДГМА прошла международная научно-практическая конференция, посвящённая 70-летию со дня рождения Ш. М. Омарова — «основателя школы апитерапии Северного Кавказа» (с вступительным словом на ней выступил первый заместитель председателя правительства Республики Дагестан профессор Н. Э. Казиев).
В 2016 году в ДГМУ, организованная при участии Министерства здравоохранения РФ, состоялась научно-практическая конференция, посвящённая 80-летию академика Ш. М. Омарова. Поздравить юбиляра приезжал президент Международной академии наук Вальтер Кофлер.
28.09.21 в Научно-образовательном инновационном центре ДГМУ прошла научно-практическая конференция, посвященная 85-летию академика Международной академии наук Омарова Шамиля Магомедовича.
Под началом Ш. М. Омарова защищено 5 докторских и 8 кандидатских диссертаций, среди которых — Гелашвили Д. Б., А. Г. Маннапова, Р. Т. Маннаповой, Романовой Е. Б., Асафовой Н. Н..
Ш. М. Омаров выступал в СМИ и центральных медицинских изданиях по актуальным вопросам фармакотерапии и в частности апитерапии.
Учёный участвовал в большой письменной переписке, ему много писали другие люди, больные, таковых писем его архив насчитывает более чем сто тысяч.
Как отмечают в журнале «Экспериментальная и клиническая фармакология» (2006) и в «Дагестанской правде» (2011): «Профессор Ш. M. Омаров является одним из ведущих специалистов в области апитерапии в России и за рубежом».
Скончался не позднее 24 ноября 2020 года. От имени руководства Российской медицинской академии непрерывного профессионального образования — на смерть ученого отозвался ректор указанной членкор РАН Д. А. Сычев.
Автор более 400 научных работ, переводившихся на иностранные языки, 15 монографий; разработал 15 рацпредложений и ряд патентов на изобретение.
Супруга Абидат Абдулкадыровна Омарова — учитель математики, организатор дагестанского Республиканского многопрофильного лицея, заслуженный учитель РФ и РД. Ш. М. Омаров посвятил ей книгу «Учитель, перед именем твоим…» Двое сыновей и дочь, внуки.

## Награды
За вклад в подготовку научных кадров в области апитерапии удостоен почётного звания «Заслуженный деятель науки РД» (1990).
Ветеран труда. Отличник высшей школы (СССР, 1988). Соросовский профессор. Отмечен медалями: Н. П. Кравкова РАМН (2012, вручена на IV съезде фармакологов России академиком С. Б. Середениным), серебряной медалью Апимондии (1989), Золотой медалью имени академика И. П. Павлова, памятной медалью «70 лет Великой Победы» (2015), медалью Петра Великого «За трудовую доблесть» (2007).
- Медаль за освоение целинных земель в Казахстане (1957)[13]
- медаль «За заслуги» в научно-учебной работе Даггосмедакадемии (2010)[38]
- памятные медали ЦК КПРФ «В ознаменование 130-летия со дня рождения И. В. Сталина»[38][39], «50 лет космонавтике»[13], «300 лет М. В. Ломоносову» (2011)[39][40], «В ознаменование 90-й годовщины образования СССР»[13], «100 лет Великой Октябрьской социалистической революции» (2017, по поручению председателя ЦК КПРФ Г. А. Зюганова вручил М. Г. Махмудов)[41]
- аттестат первой степени (ВДНХ СССР) в области апитерапии[13]
- диплом Северо-Кавказского научного центра Высшей школы за монографию «Мед и прополис» (1985)[13]
- диплом лауреата всероссийской выставки за лучшее учебно-методическое издание в медицине («Апитерапия. Продукты пчеловодства в мире медицины», 2009)[42]
- золотая медаль 27 Московской Международной книжной выставки по апитерапии (2014)[13]
- золотая медаль Международной Парижской книжной выставки (2015)[13]

## Труды
- Пчелиный яд и свертывающая система крови / Ш. М. Омаров. — Махачкала : Даг. кн. изд-во, 1977. — 43 с.
- Омаров Ш. М., Орлов Б. Н., Артёмов Н. М. и др. Пчелиный яд — ценное естественное терапевтическое средство. Сб. Бухарест, 1983.
- Омаров Ш. М. Прополис и мед на службе здоровья. — Махачкала: Дагест. книжное издат-во. — 1984. — 136 с.
- Омаров Ш. М. Мёд и прополис / Ш. М. Омаров. — Махачкала: Дагкнигоиздат, 1987. — 164 с.
- Пчелы и косметика / Ш. М. Омаров. — Махачкала : Даг. кн. издательство, 1990. — 33 с. — ISBN 5-297-00205-2
- Омаров Ш. М. Прополис — ценное лекарственное средство. Махачкала, 1990. — 142 с. — ISBN 5-297-00328-8
- соавтор энциклопедии «Пчеловодство» (Москва, «Советская энциклопедия», 1991)
- «Продукты пчеловодства и лекарственные растения в сексопатологии» (Махачкала, 1996)
- Омаров Ш. М. Целебные тайны продуктов пчеловодства / Ш. М. Омаров. — Махачкала: Дагкнигоиздат, 1997. — 328 с.
- Омаров Ш. М. Апитерапия и здоровье человека / Ш. М. Омаров, Б. Н. Орлов, З. Ш. Магомедова, З. М. Омарова. — Махачкала, 2006. — 536 с.
- Омаров Ш. М. Апитерапия : продукты пчеловодства в мире медицины / Ш. М. Омаров. — Ростов н/Д : Феникс, 2009. — 351 с. — (Медицина для вас).
- Основы апитерапии / З. Ш. Магомедова, Ш. М. Омаров, З. М. Омарова. Махачкала. 2011. 100 с.
- Очерки практической апифитокосметологии: пчелы на службе здоровья и красоты / [авт.-сост.] Б. Н. Орлов, Ш. М. Омаров, Н. В. Корнева ; Нижегор. гос. с.-х. акад. ; под общ. ред. Б. Н. Орлова. — Нижний Новгород : ДЕКОМ, 2011. — 316 с.
- Омаров Ш. М., Магомедова З. Ш., Омарова З. М. Основы апитерапии. Махачкала, 2012.
- Омаров Ш. М., Магомедова З. Ш., Омарова З. М. Апитерапия в медицине. — Берлин, 2012. — 411 с.
- Ш. М. Омаров, З. Ш. Магомедова, Н. В. Корнева, «Апифитокосметика на службе здоровья» (2016). — 351 с.
- Омаров Ш. М., Магомедова З. Ш., Омарова З. М., Омаров А. Ш. Энциклопедия по апитерапии. — Махачкала, 2016. — 635 с.[43] — награждена золотой медалью и дипломом 29-й Международной книжной выставки[44]
- Омаров Ш. М., Магомедова З. Ш., Омаров А. Ш. Основы апитерапии. — Махачкала, 2016. — 91 с.

Также автор книг 'Шитлиб и шитлибцы', 'Жизнь прожить — не поле перейти' и 'Учитель, перед именем твоим…'.
- Шитлиб и шитлибцы / Ш. М. Омаров. На авар. яз. — Махачкала, 2003. — 400 с.
- Жизнь прожить — не поле перейти : Книга об ученом, враче, человеке Шамиле Омарове / Авт.-сост. Ш. М. Омаров. — Махачкала : ИПЦ ДГМА, 2006.[45]
- Учитель, перед именем твоим… / Ш. М. Омаров. — Махачкала: Изд-во «Лотос», 2010. — 240 с.